# ضرائب دولية
الضرائب الدولية هي عملية دراسة وتحديد الضريبة المفروضة على شخص أو مؤسسة تخضع لقوانين الضرائب في مختلف البلدان، أو البحث في الجوانب الدولية لقوانين الضرائب في دولة ما وفقًا لكل حالة. غالبًا ما تحد الحكومات من نطاق ضريبة الدخل بطريقة ما إقليميًا أو تحدد تعويضات للضرائب المتعلقة بالدخل خارج الحدود الإقليمية. عادة ما يكون هذا الحد على هيئة نظام إقليمي أو يوضع اعتمادًا على الإقامة أو الإقصاء. سعت بعض الحكومات إلى التخفيف من القيود المختلفة المفروضة على هذه الأنظمة الثلاثة من خلال سن نظام يجمع خصائص نظامين أو أكثر.
تفرض العديد من الحكومات ضرائب على دخل الأفراد والمؤسسات. تتباين الأنظمة الضريبية تباينًا كبيرًا، ولا تنطوي على قواعد أساسية عامة. قد تستحدث هذه الاختلافات ازدواجًا ضريبيًا (عندما تفرض دول مختلفة ضرائب على نفس الدخل) ولا تُفرض الضرائب (عندما لا تفرض أي دولة ضرائب على الدخل). قد تفرض الأنظمة الضريبة ضريبة على الدخل المحلي فقط أو على الدخل العالمي. عمومًا، في حالة خضوع الدخل العالمي للضريبة، تُقدّم التخفيضات على الضرائب أو الائتمانات الأجنبية للضرائب المدفوعة إلى دول قضائية أخرى. تُفرض الحدود على هذه الائتمانات على الصعيد العالمي تقريبًا. عادة ما تسعى الشركات متعددة الجنسيات لخفض التزاماتها الضريبية في جميع أنحاء العالم، ولذلك فإنها توظف خبراء في الضرائب الدولية، والتي يختص المحامون والمحاسبون بها على حد سواء.
يمكن تحويل الدخل أو إعادة تكييفه بطريقة تخفض الضرائب المفروضة عليه في إطار أي نظام ضريبي. غالبًا ما تفرض الدول القضائية قوانين تتعلق بتحويل الدخل بين الأطراف الخاضعة للرقابة الشائعة، والتي غالبًا ما يشار إليها باسم قواعد التسعير التحويلي. يسعى دافعو الضرائب التي تخضع للأنظمة القائمة على الإقامة إلى تأجيل الاعتراف بالدخل بتوظيف الأطراف ذات الصلة. تفرض بعض الدول القضائية قواعد تحد من هذا التأجيل (نظام «منع التأجيل»). تسمح بعض الحكومات بالتأجيل لأغراض اجتماعية معينة أو لأسباب أخرى. غالبًا ما تسعى الاتفاقات بين الحكومات (المعاهدات) إلى تحديد الأمور التي تمتلك الدولة الحق في فرض الضرائب عليها. تنص معظم المعاهدات الضريبية على ما لا يقل عن آلية هيكلية لتسوية النزاعات بين الأطراف.

## مقدمة
تتباين الحكومات في أنظمتها الضريبية، ما يجعل التعميم أمرًا صعبًا. مثال ذلك المواصفات، والتي تتعلق بحكومات معينة وليس قواعد متعددة الجنسيات يُعترف بها على نطاق واسع. قد تُفرض ضرائب الدخل على مقاييس مختلفة، بما في ذلك، على سبيل الذكر لا الحصر، صافي الدخل في إطار مفاهيم المحاسبة المحلية (يشار إليها في العديد من الدول باسم «الربح»)، أو إجمالي الإيرادات، أو الهوامش الإجمالية (قيمة المبيعات مطروحًا منها تكاليف البيع)، أو فئات محددة من الإيرادات باستثناء فئات محددة من التخفيضات. ينبغي تفسير مصطلح «الدخل» تفسيرًا شاملًا، ما لم تنص القوانين على خلاف ذلك.
كثيرًا ما تفرض الدول القضائية ضرائب على دخل المؤسسات والتي تختلف عن الضرائب المفروضة على دخل الأفراد. غالبًا ما تخضع جميع أنواع دخل المؤسسات للضريبة بطريقة موحدة بينما يخضع الأفراد للضريبة بأساليب مختلفة تبعًا لطبيعة الدخل أو مصدره. تفرض العديد من الدول القضائية ضريبة على مستوى المؤسسة وعلى مستوى المالك، إما على نوع واحد أو أكثر من المؤسسات. كثيرًا ما تعتمد هذه الدول القضائية على قانون المؤسسات فيها أو في غيرها من الدول في تحديد ما إذا كان ينبغي فرض ضرائب على مالكي المؤسسة مباشرة أو على دخلها. مع ذلك، هناك العديد من الاستثناءات الملحوظة، بما في ذلك قواعد الولايات المتحدة التي تصف المؤسسات على نجو مستقل عن الشكل القانوني.
تفرض بعض الحكومات أنظمة دخل «معتبرة» بهدف تبسيط الإدارة أو جداول الأعمال الأخرى. تفرض هذه الأنظمة ضرائب على فئة معينة من دافعي الضرائب وفقًا لنظام الضرائب المطبق على دافعي الضرائب الآخرين ولكن بناءً على مستوى الدخل المعتبر، باعتبار أن دافع الضرائب يتلقاه. قد تحدث خلافات حول الضريبة المناسبة. تختلف إجراءات تسوية النزاعات اختلافا كبيرًا، فضلًا عن أن مسائل الإنفاذ أكثر تعقيدًا على الصعيد الدولي. يلجأ العديد من دافعي الضرائب إلى حل أخير لتسوية النزاع وهو مغادرة الدولة القضائية، وأخذ جميع الممتلكات التي بإمكانهم اصطحابها. بالنسبة للحكومات، قد يكون الحل النهائي هو مصادرة الممتلكات أو الحبس أو حل المؤسسة.
قد توجد اختلافات مفاهيمية رئيسية أخرى بين الأنظمة الضريبية. من هذه الاختلافات، على سبيل الذكر لا الحصر، وسائل التقييم مقابل التقييم الذاتي لتحديد الضرائب وتحصيلها، وطرق فرض العقوبات على انتهاك الأنظمة، والعقوبات التي تنفرد بها الجوانب الدولية للمنظومة، وآليات إنفاذ الضرائب وتحصيلها، وآليات الإبلاغ.

## الأنظمة الضريبية
غالبًا ما تتبع الدول التي تفرض ضرائب على الدخل أحد النظامين: الإقليمي أو القائم على الإقامة. في النظام الإقليمي، تُفرض ضرائب على الدخل المحلي فقط –أي أن مصدر الدخل من داخل البلاد. في النظام القائم على الإقامة، يخضع الدخل العالمي لسكان البلاد للضريبة (المحلي والأجنبي)، بينما يخضع غير المقيمين للضريبة فقط على دخلهم المحلي. بالإضافة إلى ذلك، تفرض القليل من الدول ضرائب على الدخل العالمي لمواطنيها غير المقيمين في بعض الحالات.
عادة ما تسمح الدول التي تتبع نظامًا ضريبيًا قائمًا على الإقامة بفرض خصم على الضريبة أو الائتمانات التي يدفعها المقيمون بالفعل إلى دول أخرى على دخلهم الأجنبي. توقع العديد من الدول كذلك معاهدات ضريبية مع بعضها البعض لإلغاء الازدواج الضريبي أو التقليل منه. في حالة ضريبة دخل المؤسسات، تسمح بعض الدول باستبعاد بنود معينة من الدخل الأجنبي أو تأجيلها من قاعدة الضرائب.

### الأفراد مقابل المؤسسات
تفرض العديد من الأنظمة الضريبية ضرائب على الأفراد والكيانات على نحو لا يتمتع بالشفافية المالية. قد تكون الاختلافات بسيطة كتباين معدلات الضرائب، وغالبًا ما تكون مدفوعة بمخاوف الأفراد أو المؤسسات. على سبيل الذكر، تسمح العديد من الأنظمة بتخفيض دخل الفرد الخاضع للضريبة مقابل منح مبلغ ثابت للأشخاص الآخرين الذين يعيلهم الفرد. لا ينطبق هذا المفهوم على المؤسسات.
تتيح العديد من الأنظمة شفافية مالية في العديد من المشاريع. مثلًا، تفرض معظم الدول ضرائب على دخل الشركاء في الشركة، بدلًا من الشركة نفسها. من السمات المشتركة لضريبة الدخل فرض ضريبة على بعض المؤسسات في أشكال معينة يعقبها فرض ضريبة إضافية على مالكي المؤسسة عند توزيع هذه الإيرادات. مثلًا، تفرض الولايات المتحدة نوعين من الضرائب على الأفراد الأجانب أو الشركات الأجنبية التي تمتلك شركة أمريكية. أولًا، تخضع أرباح الشركة الأمريكية لضريبة الدخل العادية، ثم تخضع لضريبة إضافية بنسبة 30% على توزيعات الأرباح المدفوعة للمساهمين الأجانب (ضريبة أرباح الفرع). يخضع دخل الشركة الأجنبية لضريبة الدخل الأمريكية، وتخضع كذلك لضريبة أرباح الفرع على أي من أرباحها التي لم يُعاد استثمارها في الولايات المتحدة. بالتالي، تفرض العديد من الدول ضرائب على الشركات بموجب قواعد ضريبة الشركة وفرض ضرائب على توزيعات المساهمين الأفراد في الشركات. تسعى دول مختلفة (وما يزال بعضها يصر) إلى فرض «دمج» جزئي أو كامل في الضرائب المفروضة على المؤسسة والمالك. حيثما يوجد نظام مزدوج ولكنه يتيح الشفافية المالية لبعض المؤسسات، تصبح مسائل التعريف بالغة الأهمية.